# 重慶軌道交通26號線
重慶軌道交通26號線是重慶市重慶軌道交通中一條規劃中的軌道線路。

## 概況
規劃江津至龍興組團，江北機場-復盛段初期與15號線共通道運營，快速串聯了江津、西永組團、大渡口組團、大楊石組團、觀音橋組團、兩路組團、魚嘴組團、龍興團。在兩端分別銜接市域鐵路線路進入主城區。